# Глинище (Керч)
Глинище (крим. Ğlınışçe, також Автовокзал, Глінка) — місцевість Керчі, Україна, розташована на півночі міста.

## Опис
Історична назва району — «Глинище», за радянських часів мікрорайон називався «Глінка», сьогодні переважає назва «Автовокзал».
Основні вулиці: Гайдара, Лейтенанта Бувіна, Петра Корольова, Фрунзе.
Тут розташовані Мелек-Чесменський курган та склеп Деметри.

## Історія
В античні часи тут був давньогрецький боспорський цвинтар.
У 70-ті роки траплялися масові бійки між Японкою (тоді Катерлезом) та Автовокзалом (тоді Глінка).
У 90-ті на автовокзалі орудували кишенькові злодії та братва, траплялися вбивства, розбирання, крадіжки, пограбування, розбій.